# شعب المازاهوا

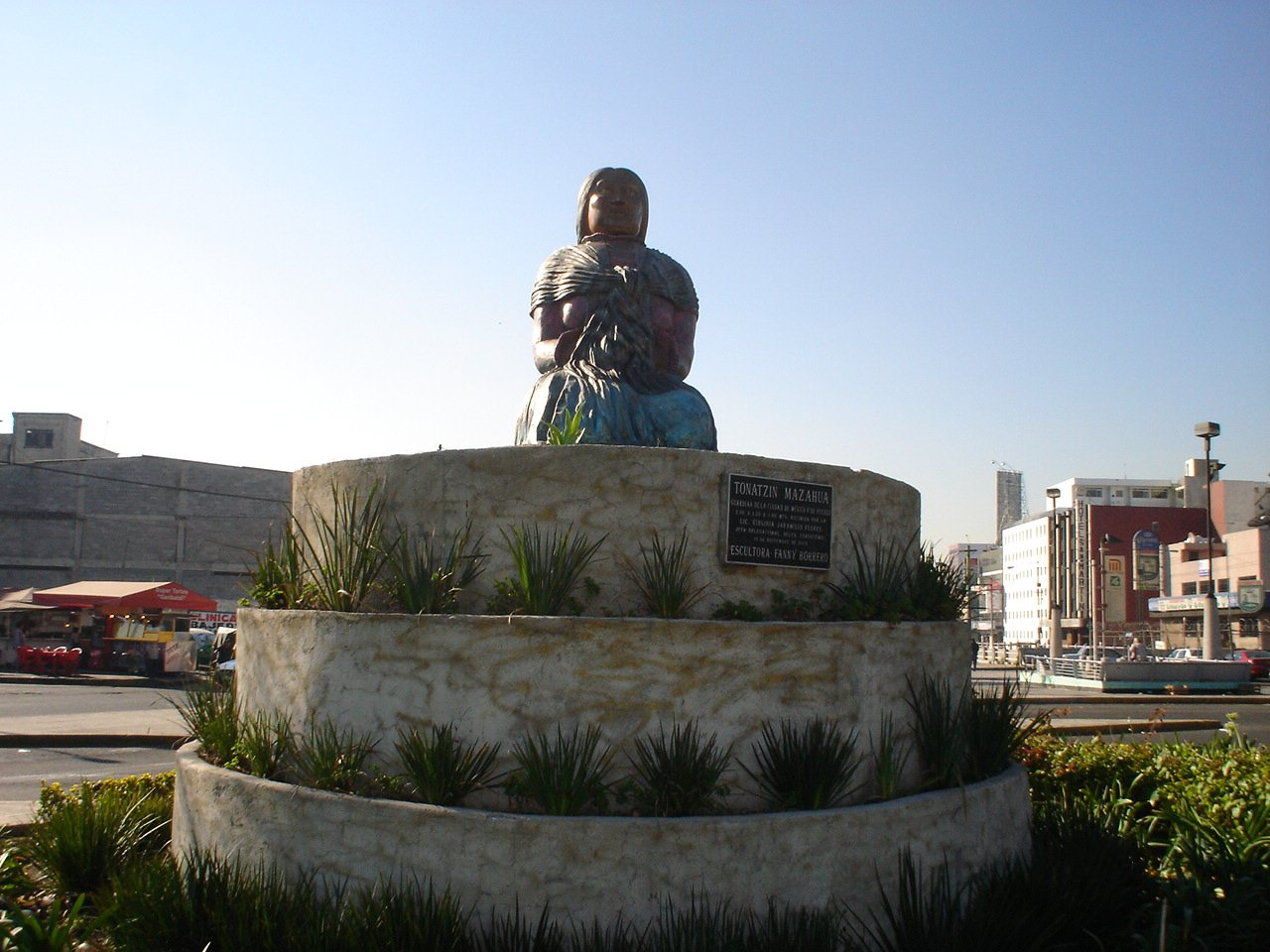

شعب المازاهوا (بالإنجليزية: The Mazahuas)‏ هم سكان المكسيك الأصليون، يعيشون بشكل رئيسي في الجزء الشمالي الغربي من ولاية المكسيك وفي أجزاء صغيرة من «ميتشواكان» و«كويريتارو». يوجد أكبر تجمّع لشعب المازاهوا في بلديّتي «سان فيليب ديل بروغريسو» و«سان خوسيه ديل رينكون» في ولاية المكسيك، وهناك أيضًا تواجد هام في المقاطعة الاتحاديّة «تولوكا» ومنطقة «غوادالاخارا» بسبب الهجرة الأخيرة. وفقًا للإحصاء الرسمي لسكان المكسيك لعام 2010، هناك نحو 116240 ناطق باللغة المازاهوية في ولاية المكسيك، ما يمثل 53٪ من جميع الناطقين باللغة الأصلية في الولاية.

## الثقافة
على الرغم من قُربِهم الجغرافي من «مكسيكو سيتي» إلا أن ثقافة شعب المازاهوا غير معروفة نسبيًا عند معظم المكسيكيين وحتى عند العديد من علماء الأنثروبولوجيا.

### اللغة
يطلق شعب المازاهوا على أنفسهم اسم «تيتجو نيا جينّاتيو» والذي يعني تقريباً «أولئك الذين يتحدثون لغتهم». من المحتمل أن كلمة «مازاهوا» تأتي من لفظ مصطلح «دير- فوت» (قدم الغزال) بلغة «الناوتال» في إشارة إلى أولئك الذين يتعقبون الغزلان في الصيد. ومع ذلك، فقد تلاشى تقليد صيد الغزلان منذ فترة طويلة بعد فقدان الغزلان لموطنها الأصلي. يأتي تأويل آخر للاسم من اسم أول زعيم لهم «مازاتلي- تكيوتلي».
تنتمي اللغة إلى فرع لغات «أوتو- باميان»  المنحدرة من مجموعة لغات «أوتو- مانغيان»، والتي ترتبط بلغات الأوتومي وبامي وماتلاتزينكا وغيرها. على الرغم من الجهود المبذولة للحفاظ على اللغة والثقافة، إلا أن نسبة الأطفال الذين يتعلمون اللغة المازاهويّة كلغة أولى في تناقص.
وفقًا للإحصاء الرسمي لسكان المكسيك لعام 2010، هناك نحو 116240 ناطق باللغة المازاهوية في ولاية المكسيك، ما يمثل 53٪ من جميع الأفراد الناطقين باللغة الأصلية في الولاية، ومعظمهم يتحدثون اللغة الإسبانية أيضاً. تسببت الهجرة في جعل اللغة المازاهوية في المرتبة السادسة للّغات الأكثر شيوعًا في «مكسيكو سيتي».

### الحرف اليدوية
تتركز المناطق الرئيسية للحرف اليدوية في «سان فيليب ديل بروغريسو» و«تماسكالسينغو» و«إكلاوكا» و«أتلاكومولكو». تشمل الصناعات اليدوية المنسوجات، مثل البطانيات، والأوشحة، والسجاد، والوسائد، ومفارش المائدة، وحقائب الحمل، و«الكوزكيميتلز» المصنوعة من الصوف. يوجد في«سان فيليب ديل بروغريسو» و «فيلّا فيكتوريا»  ورش عمل لصنع المكانس والفُرَش. في «تماسكالسينغو» تهيمن أواني الفخار الطيني الأحمر وخاصة أواني الطهي وأواني الزهور والبوتقات. تسيطر صناعة القفازات والأوشحة والسترات الصوفية في «إكلاوكا» وقبعات القش في«أتلاكومولكو» وتُصنع الفضة في«سان فيليب ديل بروغريسو».
تدلّ منسوجات شعب المازاهوا على كيفية حياة الناس، ورؤيتهم لعالمهم، وتمثل رموز ثقافتهم. تبدأ الحياكة والتطريز بشراء القماش والخيط في مدن مثل «تولوكا» و«سيتاكارو». يوجد قواعد محددة لكيفية ترتيب التصاميم والألوان. تُصنع المنسوجات للاستخدام الشخصي وكذلك للبيع وتشمل مفارش المائدة والبطانيات والوسائد وحقائب للحمل. تُصنع المنسوجات أيضًا كقرابين تغطي المذابح (الهياكل) والجدران في احتفالات خاصة، مثل أيام القديسين.
في عام 2011، عُرِضت مجموعة دمى مصنوعة من القماش من قِبل نساء شعب مازاهوا في متحف الفن الشعبي. كانت الدمى تقليدية ولكنها ارتدت ملابس المصممين العالميين المشهورين. أُطلِق على هذا الحدث اسم ليلة الأزياء، برعاية مجلة «فوغ مكسيكو»
في حين شكلت الحرف اليدوية التقليدية جزءًا مهمًا من ثقافة شعب المازاهوا، إلا أن تقاليد صناعتها تختفي في الأجيال الشابة شيئًا فشيئًا.

### النظام الغذائي
الصحة بنظر شعب المازاهوا ذات جانب مادي وآخر روحي. ويؤمنون أيضاً بالأمراض «الجيدة» التي يرسلها الله و«السيئة» التي يثيرها الشر من جانب شخص ما أو لأسباب خارقة للطبيعة. تشمل الأمراض «الجيدة» الإسهال وذات الرئة والتهاب القصبات والطفيليات المعوية. بينما تشمل «السيئة» «العين الشريرة» و «الخوف» و «الهواء السيئ». يشير التصنيف إلى نوع العلاج، والذي يمكن أن يتضمن العلاجات العشبية أو التدليك أو الاحتفالات أو الطب المهني.
تعتبر أسرة النواة هي أساس مجتمع المازاهوا، مع تعيين الأدوار التي تُوكل في الغالب حسب الجنس والعمر. بالإضافة إلى الواجبات العائلية، يجب على أفراد المازاهوا المساهمة في العمل التطوعي في المجتمع والذي يدعى «فينا». يشمل العمل في كثير من الأحيان بناء مؤسسات مثل المدارس والأسواق والطرق.
وغالبا ما يرتبط مطبخ مازاهوا بالطقوس وعلم الكون ويشبه إلى حد كبير مطبخ أوتومي. تشمل المكونات الشائعة القرع وصلصة البيبيان ونوع من الخضار يدعى «كوليت» (الكزبرة) ومجموعة واسعة من الفطر، والتي توجد عادة في الغابة في أوقات معينة من السنة. أطعمة العيد الشائعة هي الديك الرومي مع صلصة الخُلد ومشروبات تدعى «زيندي» و«بولكي» خاصة في يوم عيد القديس المحلي. عادة ما يُحتفظ بالديك الرومي مع صلصة الخلد ليوم القديس وحفلات الزفاف. «زيندي» هو مشروب محلي مصنوع من براعم الذرة، والتي تُحضّر وتُلوّن مع قليل من الفلفل الحار. ثم تُضاف كمية صغيرة من مشروب «بولكي» لبدء عملية التخمير. يصبح جاهز بعد مرور أربعة أيام، ذو طعم حلو وحامض.

## الوضع الاجتماعي والاقتصادي
يعمل نحو 40 ٪ من السكان في الزراعة، وإنتاج الذرة والفاصوليا والقمح والشعير والشوفان والبطاطا، وتُزرع البازلاء والخضروات والزهور في بعض البلديّات. يخصص معظم الإنتاج لأغراض معيشية. تتم معظم الزراعة على أراضِ مشاع «إيجيدو» بالطرق والأدوات التقليدية. تضم الماشية في الغالب الأغنام والأبقار. كما يستخدمون مزارع السمك. تشمل منتجات الغابات الخشب والحطب والفحم. مصدر آخر للدخل التقليدي، وخاصة في «سان فيليب ديل بروغريسو» هو الحرف اليدوية، صنع البطانيات، والأوشحة، والسجاد، والوسائد، ومفارش المائدة، وحقائب الحمل، و«الكوزكيميتلز» والملابس المصنوعة من الصوف. تضم الحرف اليدوية الأخرى صنع حقائب حمل من شرائح بلاستيكية معاد تدويرها، وفرش ومكانس وفخار. معظم البلديّات في إقليم مازاهوا ذات درجة عالية من التهميش الاجتماعي والاقتصادي. اثنتان منها فقط، «إل أورو» و«خوكوتيتلان» تُعتبرا من المستوى المتوسط، أمّا بلديتيّ «أتلاكومولكو» و «فالي دي برافو» ذواتا مستوى منخفض.
يهاجر العديد من رجال ونساء مازهوا بشكل مؤقت أو دائم إلى مدينتي «تولوكا» و«مكسيكو سيتي» للحصول على عمل، حيث أن الزراعة لا تكفي عمومًا لتلبية الاحتياجات. يهاجر بعض أفراد المازاهوا إلى ولايات «فيراكروز»، «سونورا»، «كويريتارو»، «خاليسكو». عادة ما يعمل الرجال في البناء والتجارة، وعادة ما تعمل النساء في الخدمة المنزلية أو في التجارة.
تعتبر مجتمعات مازاهوا قريبة نسبيًا من أوتومي. يحافظ كلا الشعبين على العلاقات الاقتصادية وتبادل المنتجات بين مناطقهم. علاقات مازاهوا مع سكان «ميستيزو» معقدة، لكن شعب المازاهوا بشكل عام يعتبر أقل شأناً من أفراد «ميستيزو» الذين يتحكمون بمعظم القوة الاجتماعية والاقتصادية. مستويات التعليم متدنية نتيجة العوامل الاجتماعية والاقتصادية، حيث ينهي معظم الطلاب تعليمهم بعد إنجاز المرحلة الابتدائية فقط.
كل عام، تقيم مؤسسة المدرسة الأمريكية (ASF) ما يعرف باسم «تيانغيز» (سوق خارجية) لجمع الأموال التبرع بها للمجتمع. يصنع طلاب الصف السادس المنتجات ويبيعونها ويتبرعون بكل الأموال للمجتمع. أفضل منتج تم صنعه هو أقراص عسل النحل للاستحمام.